# Mali Iđoš
Mali Iđoš (cyr. Мали Иђош) – wieś w Serbii, w Wojwodinie, w okręgu północnobackim, siedziba gminy Mali Iđoš. Leży w regionie Baczka. W 2011 roku liczyła 4890 mieszkańców.